# Djævleøen (film)
Djævleøen (originaltitel Cutthroat Island) er en amerikansk film fra 1995 om pirater. Filmen er instrueret af Renny Harlin og af medvirkende kan nævnes bl.a. Geena Davis og Matthew Modine.
Filmen blev en stor finansiel fiasko med en indtjening på omkring 10 mio. dollar mod et budget på 98 mio., og var en af årsagerne til at produktionsselskabet Carolco Pictures måtte lukke.

## Handling
Hovedpersonen er Morgan Adams, der er datter af en pirat. Hun mister sin far, og får at vide, at hun skal skalpere ham og tag kortet, som han har. Kortet er en del at et skattekort, som består af tre dele. Kortet viser vej til en skat, der er gemt på Cutthroat Island.
Morgan tager kortet, og hun begiver sig nu ud på en rejse på jagt efter de to sidste dele af kortet. Det ene er gemt, og den anden del har hendes onde onkel.